# Adrián Barbón
Adrián Barbón Rodríguez (Laviana, 4 gennaio 1979) è un politico e avvocato spagnolo, Presidente del Principato delle Asturie dal 2019 ed esponente del PSOE.

## Biografia
Nasce a Laviana, un comune asturiano situato nelle Cuencas Mineras delle Asturie. Terzo di 3 figli, studia a Laviana e a Oviedo, e si laurea in giurisprudenza all'Università di Oviedo nel 2002.

## Carriera politica
Inizia la sua carriera politica all'età di 17 anni, quando decide di affiliarsi alla Federazione Socialista Asturiana e poi al Partito Socialista Operaio Spagnolo, divenendone Segretario Generale della sezione Valle del Nalòn.

### Alcalde di Laviana (2008-2017)
Nel 2003 diviene consigliere comunale e vicesindaco nel comune nativo di Laviana, e il 30 settembre 2008 diviene Alcalde (titolo corrispondente al sindaco) dopo le dimissioni dell'uscente per motivazioni personali, divenendo l'Alcalde più giovane delle Asturie.
Viene rieletto nelle amministrative 2011 e 2015 e si dimette dalla carica il 9 ottobre 2017, essendo stato l'Alcalde più longevo del comune di Laviana.

### Deputato alle Corti Generali (2015)
Nelle Elezioni generali del 2015, Barbòn è candidato al Congresso dei Deputati in quarto posto nella lista senza essere eletto, assumendo per poco più di un mese le funzioni di Deputato alle Corti Generali in sostituzione di María Luisa Carcedo, rimanendo in carica fino al 27 ottobre 2015, giorno finale della X Legislatura.

### Segretario Generale della Federazione Socialista Asturiana (2017-)
Il 6 luglio 2017, Barbòn presenta la propria candidatura alle primarie della FSA nella sede di Gijón, concomitanti alle primarie PSOE nazionali (nelle quali verrà eletto Pedro Sánchez).
il 17 settembre dello stesso anno Barbòn viene eletto Segretario Generale con il 60,6% dei voti al Congresso della Federazione tenutosi a Oviedo. Nel 2022 viene rieletto Segretario Generale con il 97% delle preferenze.

### Presidente del Principato delle Asturie (2019-)
il 30 maggio 2018 Barbòn viene eletto candidato della FSA-PSOE per il ruolo di Presidente delle Asturie.
Nelle elezioni regionali in Spagna del 2019, il PSOE-FSA totalizza il 35,65% dei voti, arrivando a totalizzare 20 seggi su 45 alla Giunta Generale, doppiando il Partito Popolare, fermo a 10 seggi. Con Barbòn, la FSA-PSOE ha ottenuto un risultato superiore rispetto alle elezioni regionali 2015.
il 15 luglio 2019, Barbòn giura come Presidente del Principato delle Asturie, eletto con 20 voti della FSA-PSOE e 2 voti della Sinistra Unita.
Dopo le elezioni regionali in Spagna del 2023, la FSA-PSOE ottiene 19 seggi su 45 alla Giunta Generale con un voto di 36,5%, riuscendo a mantenere la maggioranza assoluta insieme a Podemos e Convocatoria por Asturias. Pertanto, il 19 luglio 2023, Barbòn mantiene le funzioni di Presidente del Principato delle Asturie per un secondo mandato.